# Czaple (Białoruś)
Czaple (biał. Чаплі, Czapli; ros. Чапли, Czapli) – wieś na Białorusi, w obwodzie grodzieńskim, w rejonie lidzkim, w sielsowiecie Wawiórka.
Współcześnie w skład wsi wchodzi także dawna wieś Szorkinie.

## Historia
Dawniej Czaple były okolicą szlachecką. W XIX i w początkach XX w. położone były w Rosji, w guberni wileńskiej, w powiecie lidzkim, w gminie Wawerka/Myto. Na przełomie wieków Czaple były własnością skarbową, Szorkinie należały do Butkiewiczów.
W dwudziestoleciu międzywojennym leżały w Polsce, w województwie nowogródzkim, w powiecie lidzkim, w gminie Myto/Wawiórka. W 1921 okolica Czaple liczyła 73 mieszkańców, zamieszkałych w 14 budynkach. Wieś Szorkinie liczyła natomiast 43 mieszkańców, zamieszkałych w 6 budynkach. Wszyscy mieszkańcy obu miejscowości byli Polakami wyznania rzymskokatolickiego.
Po II wojnie światowej w granicach Związku Sowieckiego. Od 1991 w niepodległej Białorusi.